# George Odger
George Odger, född 1813 i Roborough, Devon, död 1877, var en brittisk arbetarledare.
Odger, som var skomakare i London, blev en gärna hörd talare på arbetarmöten och uppmanade ivrigt sina åhörare att bilda en världsfederation. Han blev sekreterare i styrelsen för Londons Trade Unions och var 1864 med om att grundlägga första internationalen, men uttalade sig mot anarkistiska och revolutionära rörelser.